# Elke Rössler
Elke Rössler

Link zum Bild

Elke Rössler (* 1969 in Jugenheim an der Bergstraße) ist eine deutsche Drehbuchautorin. Sie schreibt für Filme und Fernsehserien.

## Leben und Wirken
Nach einer Tätigkeit als Schauspielerin in der Schweiz studierte sie 1990 bis 1996 deutsche Philologie und Slawistik in Konstanz sowie Berlin. In den Jahren 1997 bis 2003 schloss sie ein Studium an der Filmuniversität Babelsberg Konrad Wolf in den Fächern Dramaturgie und Drehbuch an. Sie erhielt 2019 das Förderungsstipendium der Filmresidenz Mecklenburg-Vorpommern, vergeben vom Künstlerhaus Lukas in Zusammenarbeit mit der Filmland MV GmbH.
Ihr Kurzspielfilm Lotte Primaballerina gewann 2001 den Großen Preis des New York International Children’s Film Festival. Nachbarinnen, eine Komödie von Rössler mit der Hauptdarstellerin Dagmar Manzel unter der Regie von Francis Meletzky lief 2004 auf dem Filmfestival Max Ophüls Preis, dem Montreal World Film Festival und wurde für den First Steps Award nominiert. Die die Tragikomödie Frei nach Plan mit Corinna Harfouch, Dagmar Manzel und Kirsten Block wurde 2007 mit dem Publikumspreis der Filmkunstmesse Leipzig ausgezeichnet und erhielt auf dem Internationalen Filmfestival Shanghai die Auszeichnung als bester Film.
Rössler schrieb das Drehbuch zu Das zweite Leben von Florian Gärtner. Sie konzipierte und schrieb 2018 gemeinsam mit dem Autor Simon X. Rost die Fernsehserie Ella Schön mit Annette Frier.
Mit dem Drehbuch für den Polizeiruf 110: Das Beste für mein Kind schrieb sie ein erstes Drehbuch für einen Krimi, nachdem sie sich vorher auf komödiantische Geschichten und Kinderserien konzentriert hatte. Danach folgte Was wir verbergen mit Franziska Hartmann als Kommissarin Katharina Tempel.

## Filmografie

### Kino- und Fernsehfilme
- 2000: 39 ½
- 2001: Alles mit Besteck
- 2001: Undercover
- 2001: Schmetterling (Drehbuch und Regie)
- 2003: Laterne, Laterne
- 2004: Nachbarinnen
- 2007: Frei nach Plan
- 2007: Das zweite Leben (Drehbuch mit Florian Gärtner)
- 2009: Madly in Love – Verrückt vor Liebe (Drehbuch mit Anna Luif, Eva Vitija)
- 2011: Vier Frauen und ein halber Mann
- 2013: Trennung auf italienisch (Drehbuch mit Kerstin Oesterlin, Jessica Schellack)
- 2014: Konrad und Katharina (Drehbuch mit Ralf Husmann)
- 2014: Trennung auf Italienisch
- 2014: Vaterherzen
- 2025: Verhängnisvolle Leidenschaft Sylt (Drehbuch mit Robert Gold)

### Fernsehserien und Fernsehreihen
- 1999/2000: Achterbahn, Folge 58: Lotte Primaballerina
- 2001: Achterbahn (Fernsehreihe), Folge 65: Versteck für einen Hund (Drehbuch mit Jana-Bianca Kerkhoff, Aviva Barkhourdarian)
- 2005: Ein Engel für alle (Drehbuch mit Anne C. Voorhoeve, Co-Entwicklung und Konzept)
- 2015: Krüger aus Almanya (Drehbuch mit Marc-Andreas Bochert)
- 2016: Katie Fforde: Bellas Glück
- 2017: Katie Fforde: Mama allein zu Haus
- 2017: Polizeiruf 110: Das Beste für mein Kind (Drehbuch mit Jakob Ziemnicki)
- 2018/22: Ella Schön (Drehbuch mit Simon X. Rost)
- 2019: Katie Fforde: Hotel Mama
- 2020: Katie Fforde: Du lebst nur einmal
- 2020: Unter anderen Umständen: Für immer und ewig
- 2022: Katharina Tempel: Was wir verbergen
- seit 2023: Dr. Nice (5 Episoden)
- 2023: Unter anderen Umständen: Mütter und Söhne
- 2024: Katharina Tempel: Was wir fürchten